# سیارک ۲۱۰۲۱۳
سیارک ۲۱۰۲۱۳ (به انگلیسی: 210213 Hasler-Gloor، نامگذاری:2007RP14) دویست و ده هزار و دویست و سیزدهمین سیارک کشف شده‌است که در ۱۱ سپتامبر ۲۰۰۷ کشف شد.